# Luci Antisti
Luci Antisti (en llatí: Lucius Antistius) va ser un polític romà elegit tribú militar amb poder consular l'any 379 aC. Formava part de la gens Antístia i era d'origen plebeu.
Segons diu Titus Livi, aquell any hi van haver un nombre igual de tribuns patricis i de plebeus. Amb ell van ser elegits Publi Manli Capitolí, Gneu Manli Vulsó, Luci Juli Jul, Gai Sextili, Marc Albini, Publi Treboni i Gai Erenuci.